# Veselé námluvy (opera)
Veselé námluvy je komická opera o třech dějstvích českého skladatele Jana Maláta z let 1899–1900. Libreto napsal Karel Kádner na námět humoresky Josefa Štolby Staří blázni (tímto názvem je někdy označována i opera). Veselé námluvy měly premiéru 12. ledna 1908 v Městském divadle Královských Vinohradů.

## Vznik a historie díla
Po bezprostředním úspěchu své první opery Stáňa (Slavnost svatého Floriána) začal povzbuzený skladatel ihned pracovat na nové, tentokrát rozměrnější, tříaktové opeře. Pokračoval ve stejném duchu: i tentokrát libreto napsal Karel Kádner, i tentokrát za námět posloužila jedna z venkovských humoresek Josefa Štolby nazvaná Staří blázni. Štolba látku původně zamýšlel jako komickou hru, ale po odmítnutí dramaturgem Prozatímního divadla Emanuelem Bozděchem ji přepracoval do prózy; na ochotnickém jevišti však žila neautorizovaná adaptace Josefa Ladislava Turnovského. Malát ji složil v letech 1899–1902 pod původním názvem Staří blázni, uváděna však byla pod názvem Veselé námluvy.
Stejně jako ve Stáňovi pracoval Malát především na pozadí smetanovské tradice komické vesnické opery; Veselé námluvy jsou jedním z jejích posledních představitelů. Zejména v tanečních rytmech je rovněž patrný vliv Antonína Dvořáka, ve sborech pak Karla Bendla. Dalším zdrojem inspirace mu byly lidové písně, jejichž sběr, úprava a vydávání tvořily podstatnou součást skladatelovy dosavadní práce. V rozměrnějším tříaktovém formátu se však výrazněji projevily rysy přítomné už ve Stáňovi, zejména hudební a dramatická rozdrobenost a nejednotnost.
Šéfem opery Národního divadla se však mezitím stal Karel Kovařovic, jenž měl vyšší nároky na jeho repertoár. Malátovu skladbu po několika letech váhání vrátil. Skladatel tím by značně zklamán a upustil od dalších hudebně-dramatických pokusů. To se nezměnilo ani po důstojném a úspěšném nastudování na nově vzniklé operní scéně Městského divadla Královských Vinohradů. To ji uvedlo jako svou první českou novinku 12. ledna 1908.
Kritika přijala příznivě Kádnerovo umně zpracované libreto „Hudba Malátova jest lehká, líbivá, bez velkých nároků.“ Hlavními vzory jí jsou Smetana a Bendl, ale „jen v melodii a rythmu, nikterak v ostatních uměleckých prostředcích, ba nejméně […] v ideovém pojmutí. Poměr je tu spíše, kde se vyskýtá, jako obrazu a jeho kopie, nežli jako vzoru a jeho následování, neřku-li vystihování.“ To se týká zejména postavy Kounováčka ve srovnání s Kecalem z Prodané nevěsty. Za nejzdařilejší byly považovány názvuky na lidové písně a také lyrické momenty, zabíhající však místy do sentimentality. Slabinou byla orchestrace, plně se podřizující zpěvním hlasům a až na několik humorných nápadů „jen zcela stydlivě náladami a náladečkami šimrající“.Svým talentem je „skromný, sympatický pracovník Malát […] především obratný písničkář“. Kladným rysem opery však bylo shledáno to, že autorova inspirace s postupem opery nepolevuje, naopak upoutává posluchače čím dál více směrem k rozuzlení, a opera tak tvoří „jásavý, šumný, opravdu veselý celek“. Podle pozdějšího hodnocení Anny Hostomské se jednalo o „hudební obrázek přechodného významu“ a o eklektickou skladbu, která však „svou upřímností, nenáročností a řemeslnou dokonalostí plnila kdysi dobře svůj úkol“.
Národní divadlo, pro které byly Veselé námluvy určeny, je provedlo poprvé až roku 1940 (premiéra 29. června), a to na scéně Prozatímního divadla v režii Luďka Mandause, za řízení Rudolfa Vašaty a v choreografii Josefa Jenčíka. Při zachování hudby byly v ději provedeny dramaturgické úpravy, zejména změněno vyznění: Procházková již nebyla směšná, nýbrž triumfovala nad svými nešikovnými nápadníky.
Libreto bylo vydáno v Boreckého edici operních libret Máje, z hudby byla vydána pouze některá čísla v klavírní úpravě.

## Osoby a první obsazení
| osoba                                                          | hlasový obor | premiéra (12. 1. 1908) |
| -------------------------------------------------------------- | ------------ | ---------------------- |
| Paroubek, rolník, vdovec                                       | tenor        | p. Mansfeld            |
| Tonča, jeho dcera                                              | soprán       | sl. Haláková           |
| Záhora, chalupník, vdovec                                      | baryton      | p. Fejfar              |
| Karla, jeho dcera                                              | soprán       | sl. Vronská            |
| Procházková, vdova na statku                                   | mezzosoprán  | sl. Eisenboková        |
| Josef, její nevlastní syn                                      | tenor        | p. Fiala               |
| Kounováček, obecní strážník a ponocný                          | bas          | Jaroslav Čibuk         |
| Matas, selský synek                                            | bas          | …                      |
| Mladý kramář                                                   | …            | …                      |
| Vesničané, chasa, kramáři, mládež                              |              |                        |
| Dirigent: Ludvík Vítězslav Čelanský, režisér: Adolf Dobrovolný |              |                        |

## Děj opery
Děj se odehrává na české vesnici koncem 19. století.

### 1. dějství
(Náves) V kostele dohrávají varhany a vycházejícím lidem nabízejí nejrůznější kramáři své zboží (scéna Kupte! Kupte! Všecko máme). Vesničané si libují, že je posvícení; ženy už mají napečeno a těší se na tancovačku (sbor Hoj, to naše posvícení). Dvě dívky, Karla a Tonča, se zlostnou závistí pohlížejí na naparáděnou vdovu Procházkovou: plete hlavy hochům ve vesnici a zdejší dívky pak zůstávají na ocet. Bylo by ji třeba dostat znovu pod čepec, aby se situace zlepšila. Napadne jim zjednat si k tomu ponocného, strážníka a vesnického dohazovače v jedné osobě, Kounováčka. Ten se za slib dvou vánoček a láhve kmínky úlohy ujímá (tercet Hej, ponocný, na slovíčko… Teď se stroj, ty pyšná vdovo a árie Kounováčka A teď ať mi někdo řekne, že jsem jen tak ledakdos!).
Kounováček se tedy přitočí k Procházkové. Zapřede s ní rozhovor a brzy se dozví, že si vdova na svém vdovství nijak nezakládá, vdávala by se ráda a v úvahu přicházejí hned dva vdovci, totiž bohatý sedlák Paroubek, Tončin otec, a Karlin otec, chalupník Záruba, vdovina stará láska. Kounováček by doporučil Paroubka, jenž je mohovitější (a jistě by i jemu za zprostředkování sňatku lépe zaplatil). Ten se však nebude znovu ženit, dokud má doma nevybytou dceru, proto je třeba provdat i Tonču. Ale Kounováček slibuje všechno zařídit.
Nejprve se s ním dá do hovoru nevlastní syn Procházkové Josef. Stěžuje si na život v domě s macechou, která se jen parádí a nechává celou práci bez vděku na něm (árie Ke stálému lopocení doma jenom peklo mám). Kounováček vidí jednoduché řešení: najít jí ženicha (zpěv Vdova je a ještě v květu). Když dohazovač zahlédne Paroubka, běží za ním. Josef ale přemýšlí o tom, co slyšel, a považuje to za dobrý nápad. Náhodou jde kolem právě Záruba a Josef v něm vidí dokonalého ženicha pro svou nevlastní matku. Nejprve Zárubu žádá o ruku jeho dcery Karly, jenže Záruba za prvé dceru dosud potřebuje na vedení domácnosti a za druhé by se Karla nechtěla stěhovat k Procházkové jako tchyni. Josef Záhorovi nabízí jako řešení obou otázek sňatek s Procházkovou, a chalupník se rozhoduje svou starou lásku požádat o ruku (zpěv Josefa Vida, to mne nenapadlo, dialog Jaké pak to plány kuješ a duet Budete mít hospodyni, která umí dobře vařit).
Na náves se připotácí opilá mládež (sbor Pivo, pivo! Kdo tě bude pít?) a vrací se posvícenské veselí.

### 2. dějství
(Světnice v domě Procházkové) Procházková chystá Josefovi posvícenské jídlo. Je poněkud rozechvělá očekáváním a s Josefem dnes vychází lépe než obvykle. Josef se rovněž zmiňuje o možném nápadníkovi a Procházková mu přisvědčuje; po straně se oba diví, jak se ten druhý o námluvách dozvěděl. Když pak Josef nevlastní matce naznačuje, že by si rád vzal dceru jejího nápadníka, je vzájemné nedorozumění dokonáno (dialog Nejde. Ne, dél nečekám… Je to švanda, na mou duši!).
Pak Josefa doma vyhledá Karla. Po vyznání lásky (duet Není, není nad vyznání) odcházejí k muzice. Kounováček přibíhá Procházkovou varovat, schová se v kuchyni, a již je tu Paroubek. Je v řeči poněkud neobratný a Procházkové dá značnou práci, než z něj vytáhne účel jeho návštěvy – nabídku k sňatku. Kounováček se ihned objeví, blahopřeje jim a donutí je k polibku. Když se dohodnou i na svatbě svých dětí, domluví se Paroubek a Procházková na setkání u muziky a vdovec s Kounováčkem odcházejí (scéna-dialog Pán Bůh dobré odpoledne a duet K muzice se podíváme, sousedskou si zahrát dáme). Jen co však odejdou, objeví se Záhora. Z jeho řečí o vdovství, vdovectví a ženění se Procházková nejprve domnívá, že jí namlouvá Paroubkovým jménem. Záruba ji ale požádá o ruku sám; zatímco vdova málem omdlí, vyznává jí její dávný milenec lásku. Procházková mu ve zmatení a hlubokém pohnutí přiznává, že má na její ruku dosud nárok, a spočine mu v náručí (Zárubova árie a duet Třeba maličká jako jiskřička).

### 3. dějství
(Taneční síň v hospodě) Vesničané popíjejí, mládež tančí polku (sbor A teď, páni muzikanti, zahrajte nám hezkou), pak se za Kounováčkova zpěvu tančí „cibulička“ (píseň Nuže, hrajte cibuličku). Setkají se Tonča a Karla a sdělují si navzájem tajemství: obě se mají vdávat. Společně se radují a smlouvají si i společnou svatbu, dokud se neukáže, že jim jejich otcové namluvili jediného ženicha – Josefa. Rozejdou se v prudké hádce (dialog a duet Karlo, Karlo, na slovíčko… U takých dvou kamarádek).
Karla se dala do tance s Matasem, ucházejícím se o Tonču. Tak je zastihne Josef, který se domnívá, že tento pár zahlédl již včera v důvěrné rozmluvě, a započne žárlivý výstup s Karlou. Pak se připojí k popíjejícím sousedům (sbor Nalej, šenkýřko, nalej pivíčko). Paroubek se Zárubou vcházejí v nejlepším rozmaru. Oba dnes chtějí před vsí oznámit jistou šťastnou novinu. Tonča i Karla se postupně u svých otců ujišťují, že jim zajistili nárok na Josefa. Následuje konfrontace mezi Josefem a Matasem, která ale skončí vysvětlením nedorozumění a smířením Josefa s Karlou.
To se ovšem nelíbí Tonči, která hledá zastání u svého otce, a přitom vyjde najevo, že jak Paroubek, tak Záhora dnes obdrželi příslib sňatku od vdovy Procházkové. Oba muži se zlobí a cítí se zesměšněni. V tom okamžiku vchází Procházková. Omlouvá se Paroubkovi za změnu názoru ve prospěch své staré lásky, ale ten se jí jen vysmívá. Procházková se obrací k Záhorovi, ale i ten ji hrubě odbude. Celá společnost (a zejména dívky, kterým byla sličná vdova vždy trnem v oku) se vysmívá vdově, která si namluvila hned dva ženichy najednou. Procházková se rozhoduje odejít z vesnice k bratrovi do Prahy, kde alespoň bude žít „ve společnosti slušných lidí“. I Kounováčkovi se dostane výsměchu. Zato Karla si teď Josefa může vzít, aniž by vyvdala i tchyni v domě, a Tonča vezme zavděk Matasem. Posvícení může pokračovat (finále Hoj, to naše posvícení).

## Nahrávky
Nahrávka celých Veselých námluv dosud nebyla pořízena. V archivu Československého rozhlasu se však nachází nahrávka výběru scén z roku 1950 – úvodní sbor, duet Záhory s Procházkovou z 1. dějství, duet Karly a Josefa z 2. dějství, sousedská a posvícenská scéna s písní Kounováčka z 3. dějství (Pražský rozhlasový orchestr řídí František Dyk, zpívají: Kounováček – Karel Kalaš, Karla – Drahomíra Tikalová, Josef – Antonín Votava, Záhora – Václav Bednář, Procházková – Ludmila Hanzalíková). Posvícenskou scénu z tohoto souboru nahrávek vydal Radioservis, a.s., roku 2015 na CD „Česká romantická opera“ (CR0782-2).